# KIT虎ノ門大学院

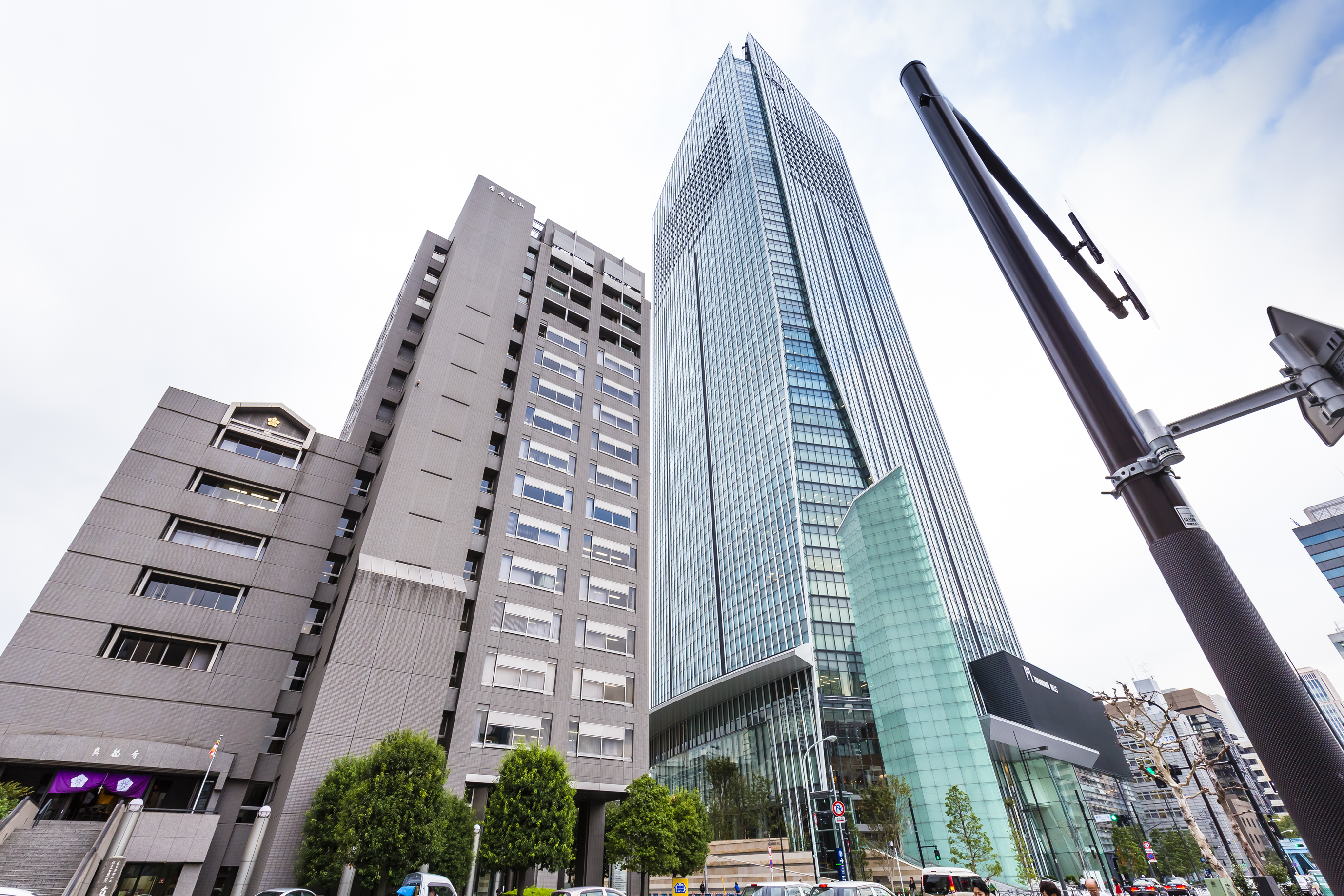
東京・虎ノ門キャンパスの外観（愛宕東洋ビル（左側建物）11階～13階）

KIT虎ノ門大学院（ケーアイティーとらのもんだいがくいん）は、金沢工業大学が2004年に開設した社会人大学院。東京都港区愛宕にキャンパスを構え、授業は平日夜間と週末に開講している。
2015年度までは「工学研究科」に「知的創造システム専攻」（2004年度開設）と「ビジネスアーキテクト専攻」（2009年度開設）の2専攻（ともに修士課程）を開設してきたが、2016年度より「イノベーションマネジメント研究科」を設立し「イノベーションマネジメント専攻」に統合。授与される学位は「修士（経営管理）」（MBA）もしくは「修士（知的財産マネジメント）」（MIPM）となる。約70名の実務家教員を擁するのが特徴。
文部科学省より職業実践力育成プログラム（BP）として認定。また、厚生労働省より「専門実践教育訓練講座」として指定されている。

## プログラム

### イノベーションマネジメント研究科イノベーションマネジメント専攻

#### MBAプログラム
- ビジネスマネジメントコース
- メディア＆エンタテインメントコース

#### 知的財産マネジメントプログラム
- テクノロジー知的財産コース
- グローバル知的財産コース
- ブランド・デザイン＆コンテンツコース

## 授与学位
- 修士（経営管理）（MBA）もしくは修士（知的財産マネジメント）（MIPM）

## 沿革
- 2004年 - 東京都港区愛宕に東京・虎ノ門キャンパスをオープン。「工学研究科」における一専攻として「知的創造システム専攻」を開設。当初は「e-Businessプロフェッショナルコース」「創造的ITプロフェッショナルコース」「知財プロフェッショナルコース」の3コース。
- 2009年 - 「ビジネスアーキテクト専攻」と「知的創造システム専攻」の2専攻に改組。「メディア＆エンタテインメントマネジメントコース」や「国際標準化戦略プロフェショナルコース」を新設。
- 2015年 - 文部科学省より職業実践力育成プログラム（BP）として認定を受ける。
- 2016年 - これまで「工学研究科」に開設していた2専攻を統合する形で「イノベーションマネジメント研究科イノベーションマネジメント専攻」を新設。
- 2017年 - 厚生労働省より「専門実践教育訓練講座」として指定を受ける。

## 大学関係者

### 専任教授
- 棚橋祐治 - 石油資源開発株式会社相談役。弁護士。弁理士。イノベーションマネジメント研究科研究科長。
- 三谷宏治 - イノベーションマネジメント研究科ＭＢＡプログラム主任。教授。早稲田大学ビジネススクール 客員教授。
- 北谷賢司 - イノベーションマネジメント専攻教授。コンテンツ＆テクノロジー融合研究所所長。アンシューツ・エンタテイメント・グループ アジア担当EVP兼日本代表
- 野村恭彦 - イノベーションマネジメント専攻教授。Slow Innovation株式会社 代表取締役。
- 山田英二 - イノベーションマネジメント専攻教授。キャップジェミニ株式会社 エグゼクティブ ディレクター。
- 伊藤俊幸 - イノベーションマネジメント専攻教授。元海上自衛隊 海将。

### 主な客員教授
- 小室淑恵 - 株式会社ワーク・ライフバランス代表取締役。
- 田村誠一 - 日本電産株式会社 専務執行役員 家電産業事業本部副本部長。
- 冨山和彦 - 株式会社経営共創基盤代表取締役CEO。
- 水越豊 - ボストン・コンサルティング・グループ シニア・アドバイザー

### 修了生
- 鶴谷武親 - 実業家
- 宮崎伸治 - 翻訳家、評論家
- 久保匠 - 実業家